# Paxos
Paxos (griechisch Παξός (m. sg.)) ist eine griechische Insel innerhalb der Inselgruppe und Gemeinde Paxi, die zur Gruppe der Ionischen Inseln gehört. Paxos ist die kleinste unter den Hauptinseln dieser Inselgruppe.
Paxos ist etwa 10 Kilometer lang und nur an wenigen Stellen breiter als zwei Kilometer. Die höchste Erhebung der etwa 24,6 Quadratkilometer großen Insel ist 248 Meter hoch. Auf Paxos gibt es keine dauernd wasserführenden Bäche und kaum Quellen.
Wenige Kilometer östlich auf dem Festland befindet sich der kleine Hafenort Parga.

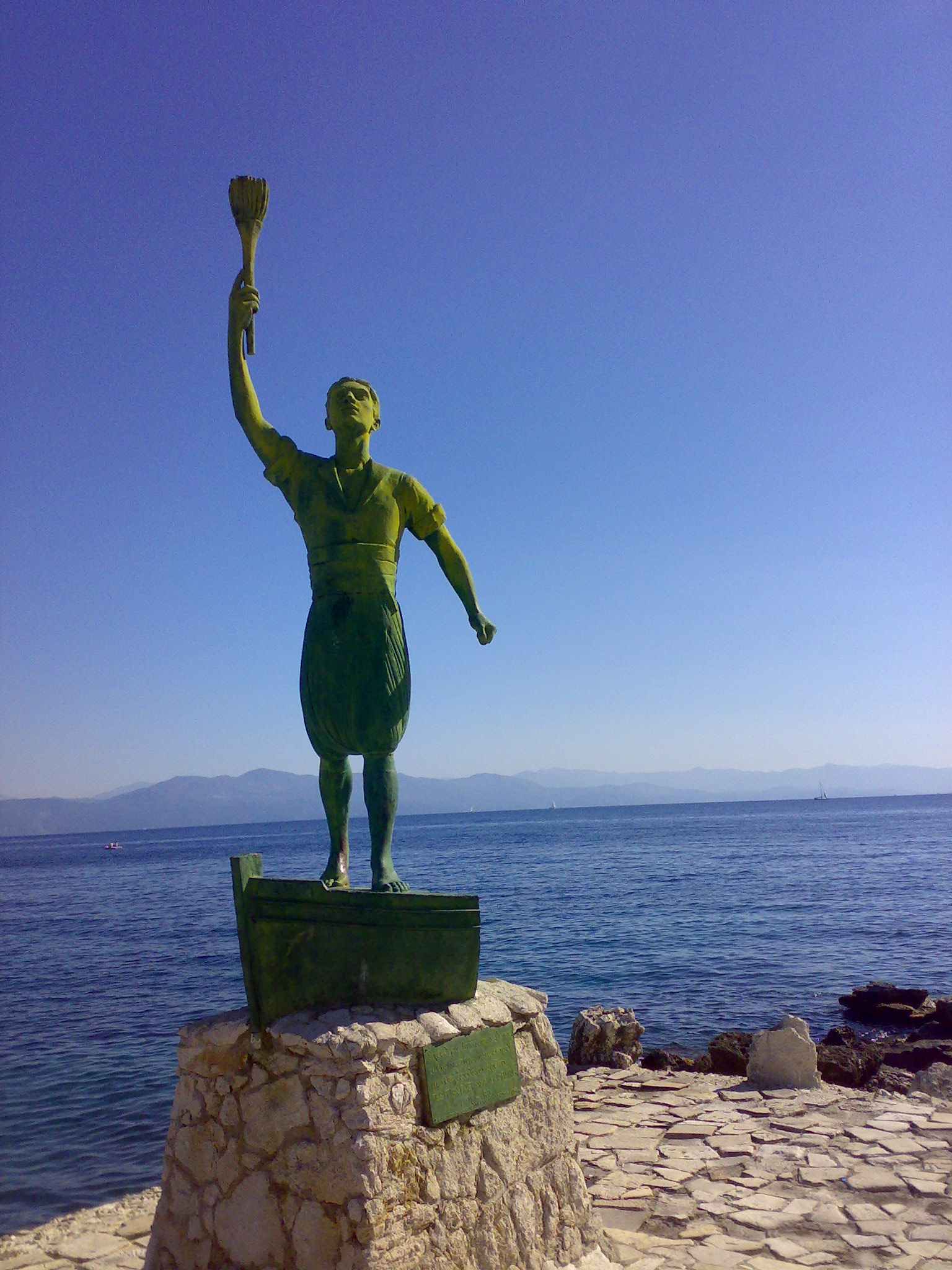
Statue des Georgios Anemogiannis in Gaios

Etwa zweieinhalb Kilometer südlich der Hauptinsel liegt Andipaxos, eine kleine Insel, die nur von 20 Einwohnern (2011) ständig bewohnt wird.
Die Haupteinnahmequelle der Bewohner der Insel lag früher in der Kultivierung zwar sehr kleiner, aber besonders aromatischer Oliven und in der Gewinnung eines hochwertigen Olivenöls. Heute spielt der Tourismus die herausragende Rolle im Erwerbsleben der Bevölkerung. Auf Andipaxos dagegen werden kaum Oliven kultiviert, dagegen sind zwei Drittel der Insel mit Reben bedeckt, die neben durchschnittlichen Tischweinen in zunehmendem Maße auch Qualitätsweine liefern.
Gut die Hälfte der etwa 3000 Einwohner von Paxos lebt im Hauptort Gaios, im Südosten der Insel. Im durch die zwei vorgelagerten Inselchen Panaghia und Agios Nikolaos gut geschützten Hafen legen die Fähren aus Italien, Korfu und Igoumenitsa an. Im Norden beziehungsweise Nordosten liegen die Badeorte Lakka und Longos. Verstreut im Inselinneren befinden sich einige Weiler und kleinere Ansiedlungen; Magazia ist die bedeutendste unter ihnen.
Der Osten der Insel ist eher flach und reich an sehr schönen Badebuchten, die Westküste fällt in jähen steilen Abbrüchen und Klippen zum Meer ab. Dort befinden sich auch einige Grotten und hochaufragende, der Küste etwas vorgelagerte Monolithen, wie etwa der Ortholithos.

## Mythologie und Geschichte
Der Sage nach hat Poseidon mit seinem Dreizack die Insel von der Südspitze Korfus abgetrennt, um ein geschütztes Liebesnest für sich und seine Geliebte Amphitrite zu schaffen. Deshalb ist der Dreizack auch das Emblem der Insel.
Aus vorgeschichtlicher Zeit sind bisher keine Spuren menschlicher Aktivitäten auf der Insel nachgewiesen, doch wurde Paxos im Zuge der griechischen Wanderungen zumindest zeitweise besiedelt. Sehr wahrscheinlich war Paxos, so wie einige andere ionische Inseln auch, in den ersten Jahrhunderten des 1. Jahrtausends v. Chr. eine phönizische Kolonie, vieles spricht dafür, dass auch der Name Paxos auf das phönizische Wort paks zurückgeht, was trapezförmig bedeutet und die Inselform vom Meer aus gesehen beschreibt. In weiterer Folge teilt Paxos die Geschicke der großen Nachbarinsel Korfu.
Die Okkupation Korfus und der Nachbarinseln durch illyrische Piraten 229 v. Chr. führte zu den ersten direkten Interventionen Roms in griechische Belange. 31 v. Chr. sollen sich Marcus Antonius und Kleopatra, auf der Flucht, nach der verlorenen Seeschlacht bei Actium einige Tage in Gaios aufgehalten haben.
Die nächsten tausend Jahre liegen weitgehend im Dunkeln der Geschichte, doch scheint die Besiedelungskontinuität nie abgerissen zu sein. Liutprand von Cremona wählte Paxos als Domizil, um in ruhiger Atmosphäre an seinen Historien zu schreiben. 1386 fiel Paxos an die Republik Venedig. Im Zuge der Auseinandersetzungen des Abendlandes gegen die Expansion des Osmanischen Reiches hatte auch Paxos stark zu leiden. 1537 plünderten türkische Truppen, die unter dem Kommando von Khair ad-Din Barbarossa standen, die Insel. Die Bevölkerung wurde niedergemetzelt oder versklavt, nur wenige konnten sich auf Nachbarinseln retten. 1571 wurde die Insel erneut von einer türkischen Flotte heimgesucht und geplündert. 1797 endete die Herrschaft Venedigs.
Ab 1797 teilte Paxos das Schicksal der anderen Ionischen Inseln. Nach einer kurzen französischen Besetzung wurde es 1799 von Russen und Osmanen erobert. Zar Paul I. bildete aus den Inseln die Republik der Sieben vereinigten Inseln. Während der Napoleonischen Kriege wurden die Inseln erst von den Franzosen (1806) – die hier die kurzlebige Ionische Republik gründeten –, später von den Briten (1809/1810) besetzt. Diese wandelten sie 1815 als Vereinigter Staat der Sieben Ionischen Inseln in einen unabhängigen Staat unter britischem Protektorat um. Die Bewohner von Paxos nahmen sehr intensiv am griechischen Freiheitskampf teil. Auf Paxos besonders verehrt wird Georgios Anemogiannis, der im Alter von 23 Jahren als Kapitän eines kleinen Schlachtschiffes vor Naupaktos fiel. 1864 kam Paxos mit den anderen Ionischen Inseln auf Wunsch der Bevölkerung und nach einer entsprechenden Abstimmung des ionischen Parlaments an Griechenland.

## Das hypothetische antike paxonische Parlament
In einem wissenschaftlichen Artikel über verteiltes Rechnen hat Leslie Lamport ein Parlament auf einer Insel namens Paxos in der Ägäis (!) erfunden; dieser Versuch, einen trockenen wissenschaftlichen Artikel mit Humor anzureichern, wird heute von ihm selbst als gescheitert (dismal failure) angesehen.
Sein Artikel postuliert, dass kürzlich durchgeführte archäologische Forschungen Informationen über das antike Parlament in Paxos zu Tage gefördert hätten. Parlamentarier im antiken Paxos kämen ihrer Tätigkeit nur sporadisch nach. Ein von Mathematikern der damaligen Zeit geschaffenes und mathematisch geprüftes Regelwerk hätte das Problem gelöst, wie dennoch zuverlässig Abstimmungen über Gesetze möglich gewesen wären.
Diesen Algorithmus hat Lamport für Abstimmungen in verteilten Computersystemen entwickelt; er heißt seither Paxos-Algorithmus.